# OJ 287
OJ 287 est un objet BL Lacertae qui produit des émissions lumineuses quasi périodiques. On soupçonne qu'il s'agit d'un système binaire de trous noirs supermassifs en orbite l'un autour de l'autre.

## Caractéristiques
La courbe de lumière d'OJ 287 présente une variation périodique de 11 à 12 ans, avec un double pic de luminosité maximale étroit. Ce type de variation suggère que le moteur du phénomène est un système binaire de trous noirs supermassifs, où un trou noir d'une masse de 100 millions de masses solaires orbite autour d'un autre nettement plus massif avec une période de 11 à 12 ans. Les pics de luminosité maximale seraient alors provoqués par le passage du plus petit composant à travers le disque d'accrétion du plus grand, à son périmélasme.
Le trou noir supermassif central serait l'un des trous noirs les plus massifs que l'on connaisse, avec une masse de 18 milliards de masses solaires,,. La quasi-périodicité des émissions permet de mesurer de la précession de l'orbite du compagnon (39° par orbite), et par conséquent de calculer la masse du trou noir central. La précision de ces mesures a cependant été mise en question à cause du faible nombre d'orbites observées. L'orbite perd de l'énergie par rayonnement gravitationnel ; on suppose que les deux trous noirs sont amenés à fusionner dans environ 10 000 ans,.

## Observations
OJ 287 est découvert dans les ondes radio pendant l'exécution du Ohio Sky Survey (en), une recherche de sources radio extragalactiques menée de 1965 à 1971 par un radiotélescope de l'université de l'État de l'Ohio, aux États-Unis. Par la suite, des recherches rétrospectives montrent que le phénomène est visible sur des plaques photographiques datant de 1891.